# Torneo Nacional de Ascenso 2005-06
La temporada 2005-06 del Torneo Nacional de Ascenso fue la decimocuarta edición del torneo de segundo nivel para equipos de baloncesto. El torneo contó con dieciséis equipos.
El campeón fue Sionista de Paraná, que derrotó en la final por el campeonato a Quimsa de Santiago del Estero. Ambos equipos estaban ascendidos a la hora de disputar la serie.

## Equipos participantes
| Club                        | Procedencia                              | Estadio                     |
| Sionista                    | Paraná, Entre Ríos                       | Estadio Moisés Flesler      |
| Quimsa                      | Santiago del Estero, Santiago del Estero | Estadio Ciudad              |
| Regatas San Nicolás         | San Nicolás de los Arroyos, Buenos Aires |                             |
| Obras Sanitarias            | Buenos Aires                             | Estadio Obras Sanitarias    |
| Gimnasia y Esgrima          | La Plata, Buenos Aires                   | Polideportivo Víctor Nethol |
| Unión                       | Sunchales, Santa Fe                      | La Fortaleza del Bicho      |
| El Nacional                 | Bahía Blanca, Buenos Aires               |                             |
| Echagüe                     | Paraná, Entre Ríos                       | Estadio Luis Butta          |
| Estudiantes                 | Bahía Blanca, Buenos Aires               | Estadio Osvaldo Casanova    |
| Fusión Racing-Pedro Echagüe | Avellaneda, Buenos Aires                 |                             |
| Olimpia                     | Venado Tuerto, Santa Fe                  | Estadio Olimpia             |
| Independiente               | Neuquén, Neuquén                         |                             |
| Alma Juniors                | Esperanza, Santa Fe                      |                             |
| Ferro Carril Oeste          | Ciudad de Buenos Aires                   | Estadio Héctor Etchart      |
| San Martín                  | Junín, Buenos Aires                      |                             |
| Asociación Mitre            | San Miguel de Tucumán, Tucumán           |                             |

## Finales por el ascenso
Ascenso 1
Quimsa - Obras Sanitarias
|              | Quimsa | 100–97 | Obras Sanitarias |  |  |  |
|              |        |        |                  |  |  |  |
|              |        |        |                  |  |  |  |
| Serie: 1 - 0 |        |        |                  |  |  |  |
|              |        |        |                  |  |  |  |

|              | Quimsa | 93–62 | Obras Sanitarias |  |  |  |
|              |        |       |                  |  |  |  |
|              |        |       |                  |  |  |  |
| Serie: 2 - 0 |        |       |                  |  |  |  |
|              |        |       |                  |  |  |  |

|              | Obras Sanitarias | 74–73 | Quimsa |  |  |  |
|              |                  |       |        |  |  |  |
|              |                  |       |        |  |  |  |
| Serie: 1 - 2 |                  |       |        |  |  |  |
|              |                  |       |        |  |  |  |

|              | Obras Sanitarias | 77–91 | Quimsa |  |  |  |
|              |                  |       |        |  |  |  |
|              |                  |       |        |  |  |  |
| Serie: 1 - 3 |                  |       |        |  |  |  |
|              |                  |       |        |  |  |  |

Ascenso 2
Regatas (San Nicolás) - Sionista
|              | Regatas (SN) | 81–80 | Sionista |  |  |  |
|              |              |       |          |  |  |  |
|              |              |       |          |  |  |  |
| Serie: 1 - 0 |              |       |          |  |  |  |
|              |              |       |          |  |  |  |

|              | Regatas (SN) | 84–89 | Sionista |  |  |  |
|              |              |       |          |  |  |  |
|              |              |       |          |  |  |  |
| Serie: 1 - 1 |              |       |          |  |  |  |
|              |              |       |          |  |  |  |

|              | Sionista | 88–90 | Regatas (SN) |  |  |  |
|              |          |       |              |  |  |  |
|              |          |       |              |  |  |  |
| Serie: 1 - 2 |          |       |              |  |  |  |
|              |          |       |              |  |  |  |

|              | Sionista | 84–76 | Regatas (SN) |  |  |  |
|              |          |       |              |  |  |  |
|              |          |       |              |  |  |  |
| Serie: 2 - 2 |          |       |              |  |  |  |
|              |          |       |              |  |  |  |

|              | Regatas (SN) | 68–77 | Sionista |  |  |  |
|              |              |       |          |  |  |  |
|              |              |       |          |  |  |  |
| Serie: 2 - 3 |              |       |          |  |  |  |
|              |              |       |          |  |  |  |

## Final por el campeonato
Quimsa - Sionista
|              | Quimsa | 99–106 | Sionista |  |  |  |
|              |        |        |          |  |  |  |
|              |        |        |          |  |  |  |
| Serie: 0 - 1 |        |        |          |  |  |  |
|              |        |        |          |  |  |  |

|              | Quimsa | 80–89 | Sionista |  |  |  |
|              |        |       |          |  |  |  |
|              |        |       |          |  |  |  |
| Serie: 0 - 2 |        |       |          |  |  |  |
|              |        |       |          |  |  |  |

|              | Sionista | 81–80 | Quimsa |  |  |  |
|              |          |       |        |  |  |  |
|              |          |       |        |  |  |  |
| Serie: 3 - 0 |          |       |        |  |  |  |
|              |          |       |        |  |  |  |

Sionista

Campeón

Primer título

Primer ascenso

## Posiciones finales
| Equipo | Equipo                            |
| ------ | --------------------------------- |
| 1.°    | Sionista                          |
| 2.°    | Quimsa                            |
| 3.°    | Regatas (San Nicolás)             |
| 4.°    | Obras Sanitarias                  |
| 5.°    | Gimnasia y Esgrima (La Plata)     |
| 6.°    | Unión (Sunchales)                 |
| 7.°    | El Nacional (Bahía Blanca)        |
| 8.°    | Echagüe                           |
| 9.°    | Estudiantes (Bahía Blanca)        |
| 10.°   | Racing-Pedro Echagüe              |
| 11.°   | Olimpia (Venado Tuerto)           |
| 12.°   | Independiente (Neuquén)           |
| 13.°   | Alma Juniors                      |
| 14.°   | Ferro Carril Oeste (Buenos Aires) |
| 15.°   | San Martín (Junín)                |
| 16.°   | Asociación Mitre (Tucumán)        |

|  | Ascenso a la Liga Nacional. |
|  | Descenso a la Liga "B".     |